# Óblast de Tiumén
L'óblast de Tiumén (en rus Тюме́нская о́бласть, Tiuménskaia óblast) és una óblast de Rússia, i per tant, un subjecte federal de la Federació Russa.
En alguns àmbits, l'óblast té jurisdicció administrativa sobre els districtes autònoms de Khàntia-Mànsia i de Iamàlia (malgrat que cadascun d'aquests forma per si mateix un subjecte federal propi).